# Ларсон, Джилл
Джилл Ларсон (англ. Jill Larson; род. 7 октября 1947, Миннеаполис, Миннесота) — американская актриса, наиболее известная по роли в мыльной опере «Все мои дети».

## Жизнь и карьера
Ларсон родилась в Миннеаполисе, штат Миннесота, в семье аэрокосмического инженера и декоратора интерьеров. Окончила Хантерский колледж. Она начала свою карьеру в музыкальном театре, а также записала несколько саундтреков к фильмам, таким как «Рэйчел, Рэйчел» с Джоан Вудворд. В 1971 году дебютировала на экране в фильме «Смертельная ловушка» с Фэй Данауэй. В следующем году она появилась в фильме «Дорогая Луиза». После она в первую очередь работала в театре.
Ларсон снялась в мыльных операх «Как вращается мир», «Одна жизнь, чтобы жить» и «Санта-Барбара», прежде чем присоединиться в актёрскому ансамблю шоу «Все мои дети» в 1989 году, который принес ей две номинации на премию «Эмми». Она также появилась в фильмах «Белый шквал», «Живущий след», «Если бы весь мир был моим» и «Остров проклятых». Она также появилась в таких сериалах как «Закон и порядок: Преступное намерение», «Отчаянные домохозяйки» и «C.S.I.: Место преступления».
В 2014 году, в 67-летнем возрасте, Ларсон сыграла свою первую главную роль на большом экране, в независимом фильме «Демоны Деборы Логан».

## Избранная фильмография
| Год       |   | Русское название                      | Оригинальное название          | Роль                   |
| --------- | - | ------------------------------------- | ------------------------------ | ---------------------- |
| 1986      | ф | Толковые ребята                       | Wise Guys                      | миссис Фиксер          |
| 1986      | с | Другой мир                            | Another World                  | Ширли Смит             |
| 1986—1987 | с | Как вращается мир                     | As the World Turns             | Джудит Клейтон         |
| 1988—2003 | с | Одна жизнь, чтобы жить                | One Life to Live               | Урсула Блэкуэлл / Опал |
| 1989      | с | Санта-Барбара                         | Santa Barbara                  | Гарнетт                |
| 1989—2013 | с | Все мои дети                          | All My Children                | Опал                   |
| 1996      | ф | Белый шквал                           | White Squall                   | Пегги Бомонт           |
| 2007      | с | Закон и порядок: Преступное намерение | Law & Order: Criminal Intent   | Клара Холланд          |
| 2008      | ф | Если бы весь мир был моим             | Were the World Mine            | Нора Беллинджер        |
| 2010      | ф | Остров проклятых                      | Shutter Island                 | пациентка клиники      |
| 2011      | с | Отчаянные домохозяйки                 | Desperate Housewives           | сестра Марта           |
| 2012      | с | C.S.I.: Место преступления            | CSI: Crime Scene Investigation | Люсинда Кемп           |
| 2014      | с | Молодые и дерзкие                     | The Young and the Restless     | Конни Росс             |
| 2014      | ф | Демоны Деборы Логан                   | The Taking of Deborah Logan    | Дебора Логан           |
| 2016      | с | Винил                                 | Vinyl                          | Беллами                |
| 2020      | с | Охотники                              | Hunters                        | Фрэнни Фишер           |